# Syrius Eberle

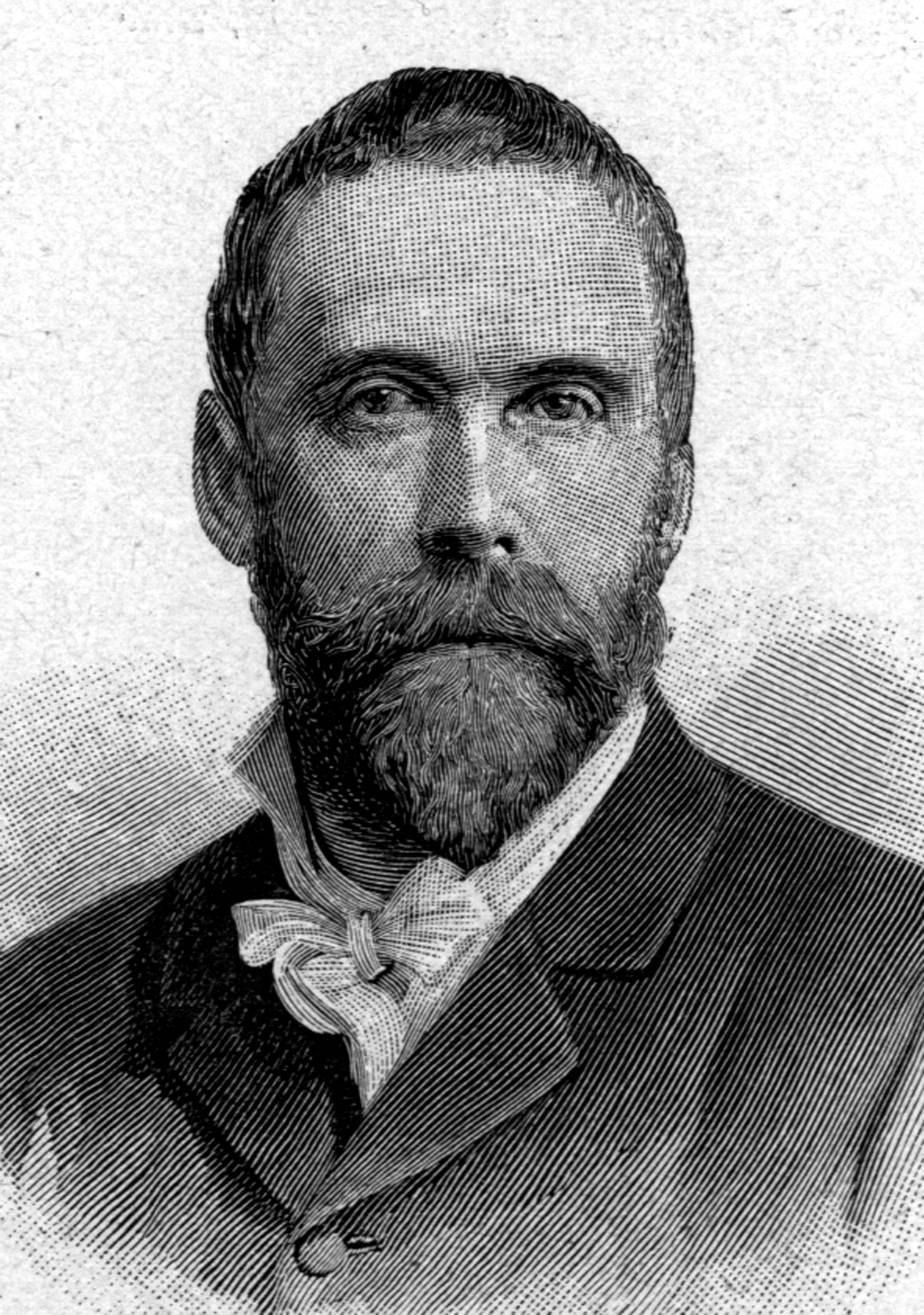
Syrius Eberle.

Syrius Eberle, född 9 december 1844 i Pfronten (Bayern), död 12 april 1903 i Bozen (Tyrolen), var en tysk skulptör.
Eberle, som var professor i München från 1882, utförde många dekorativa och monumentala arbeten för kung Ludvig II:s slott och för München Sankt Georg på rådhuset, kolossalfigurer på Ludwigsbrücke och i riksdagshuset. 